# Sempervivum thompsonianum
Sempervivum thompsonianum är en fetbladsväxtart som beskrevs av Wale. Sempervivum thompsonianum ingår i släktet taklökar, och familjen fetbladsväxter. Inga underarter finns listade i Catalogue of Life.